# Barokpaard

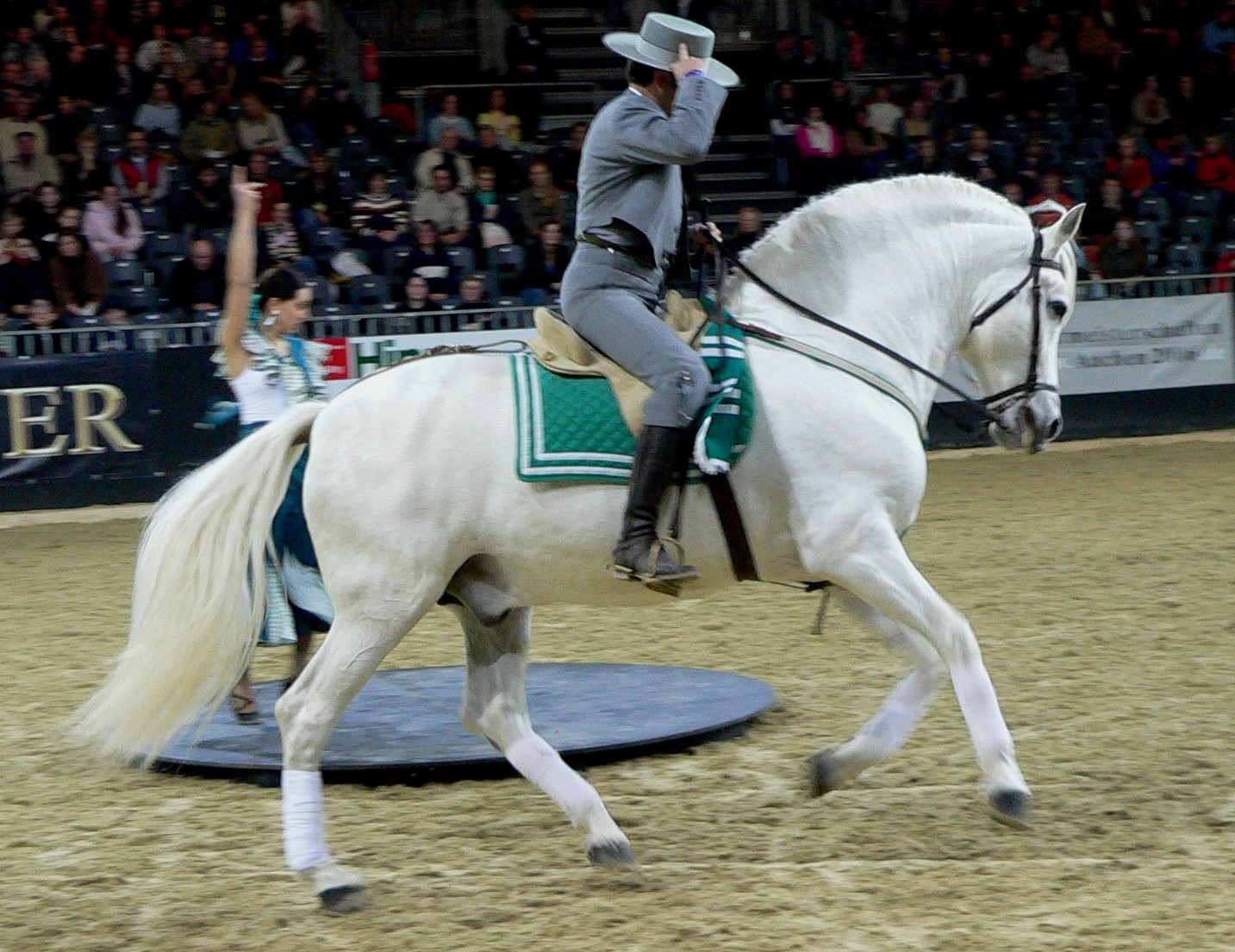
Andalusiër onder het zadel. De Andalusiër geldt als het archetype van een barokpaard.

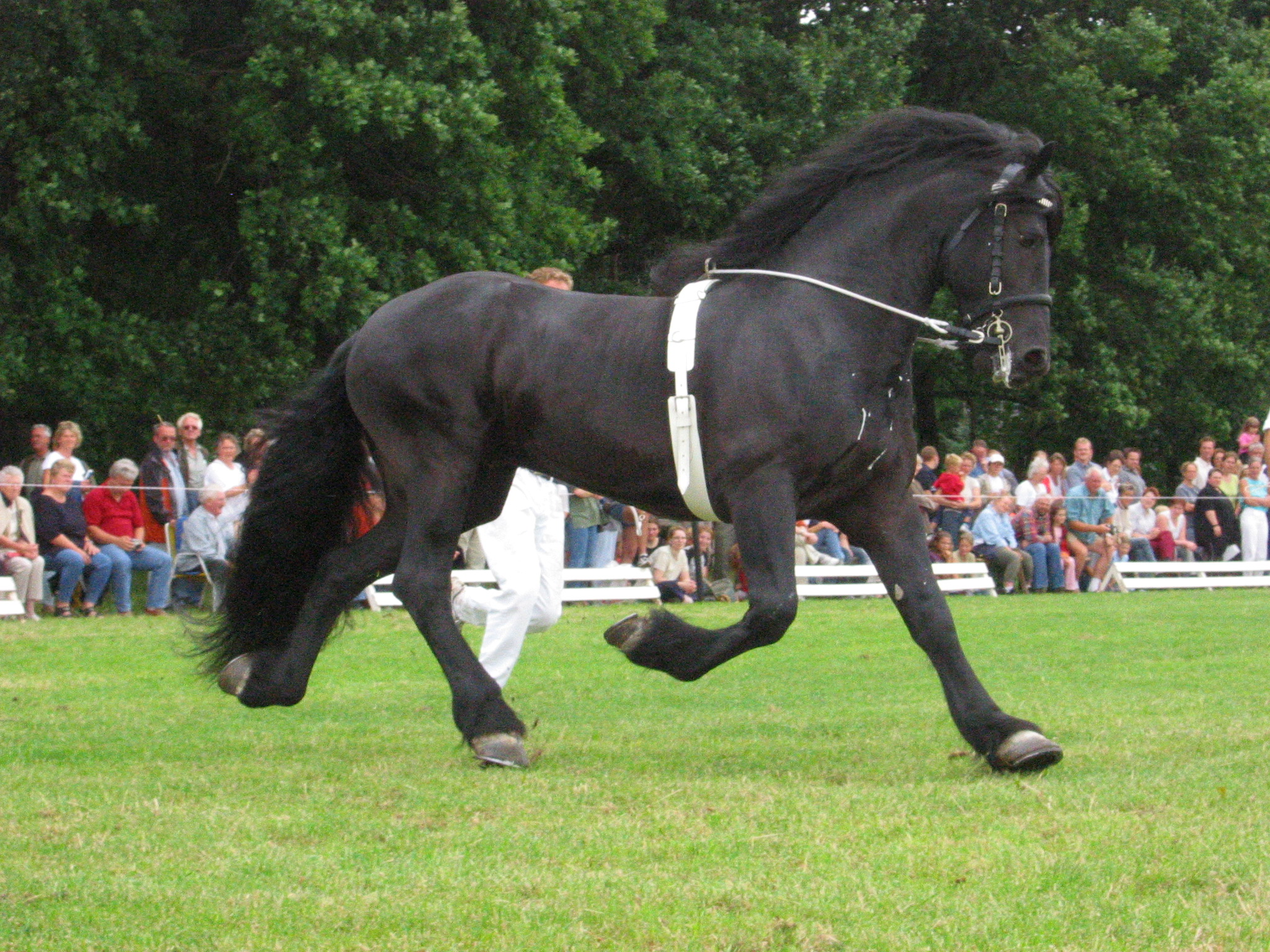
Ook de Fries behoort, door kruising met Spaanse paarden tijdens de Spaanse overheersing, tot de barokpaarden.

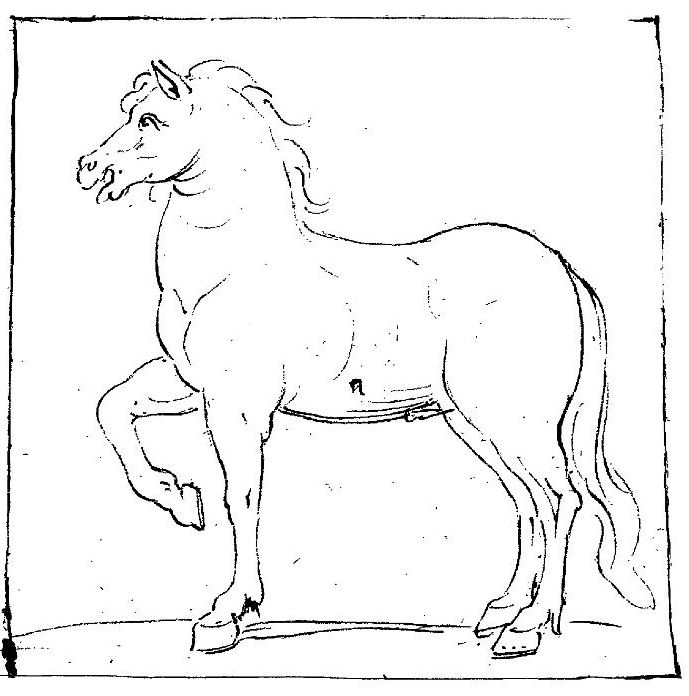
Tekening van een paard uit 1603

Een barokpaard (ook wel geschreven barok paard, waarbij barok een bijvoeglijk naamwoord is) is een paard met een bouw zoals die in de vroegmoderne tijd als ideaal werd gezien. Vaak gaat het om rassen wier geschiedenis met stamboeken tot in de zeventiende eeuw (of nog verder terug) bekend is. Het barokpaard is een warmbloedpaard, maar verschilt van modernere warmbloedtypes door een niet al te grote stokmaat (in de baroktijd vaak tussen 1,50 m en 1,60 m), een relatief korte rug (de paarden zien er iets gedrongener uit), en een ietwat bol profiel (in tegenstelling tot het rechte profiel van warmbloedpaarden). Barokpaarden zijn relatief vaak zwart of schimmel.
Barokpaarden kunnen hun afstamming gewoonlijk terugvoeren op Iberische paarden, in het bijzonder de Andalusiër, die vóór de opkomst van de volbloedrassen als het edelste paard van Europa werd beschouwd. Recent genetisch onderzoek heeft uitgewezen dat de Andalusiër en verwante rassen sterk zijn beïnvloed door de Berber. Hierom zou men barokpaarden 'warmbloed' kunnen noemen. Het verschil met de 'gewone' warmbloedrassen is dat de kruising tussen westerse en oosterse paarden hier al in de middeleeuwen plaatsvond, vóórdat er stamboeken van werden aangelegd.
Barokpaarden worden tot op de dag van vandaag gefokt en worden gebruikt voor het klassieke hogeschoolrijden. Ook in de moderne dressuursport wordt dit type paarden gebruikt. De meningen over de geschiktheid voor deze tak van paardensport zijn verdeeld.

## Rassen die tot de barokpaarden horen
Onder meer de volgende paardenrassen:
- Andalusiër

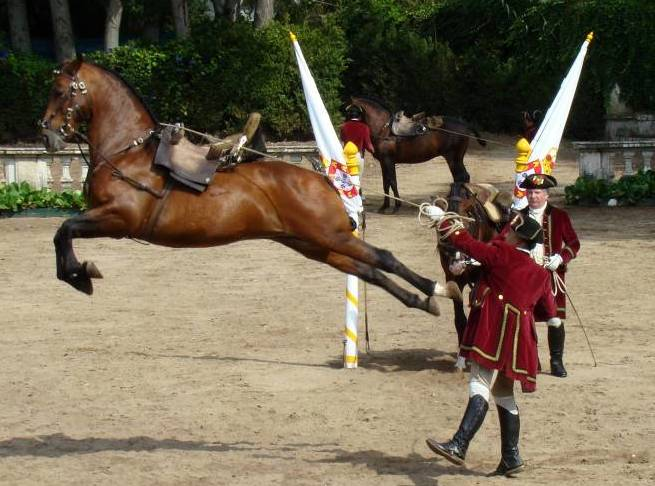
Alter Real
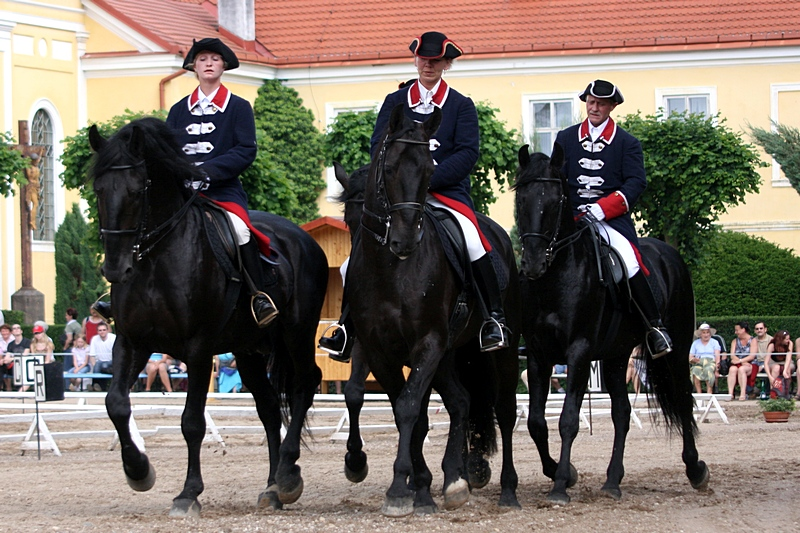
Kladruber
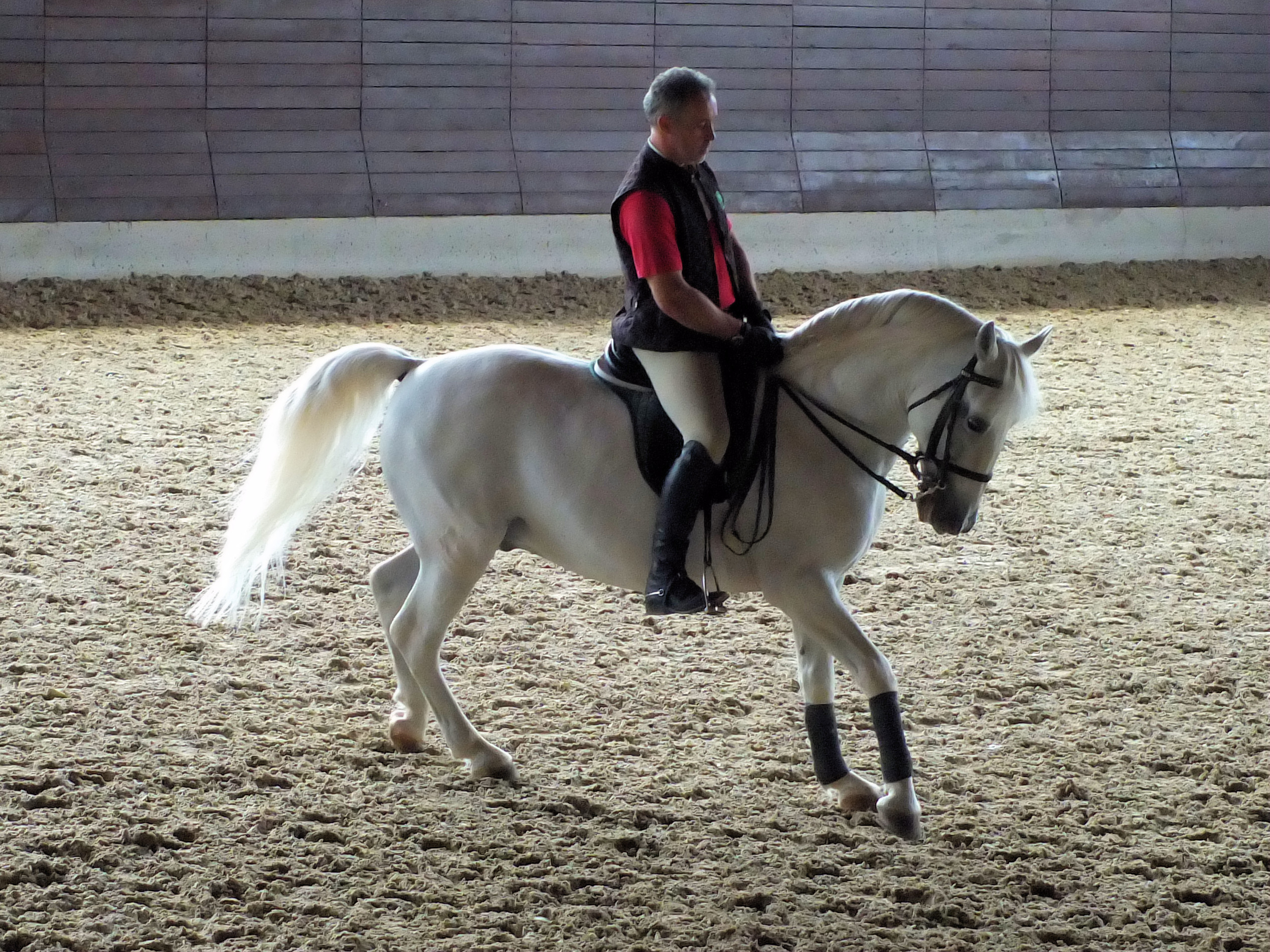
Lipizzaner
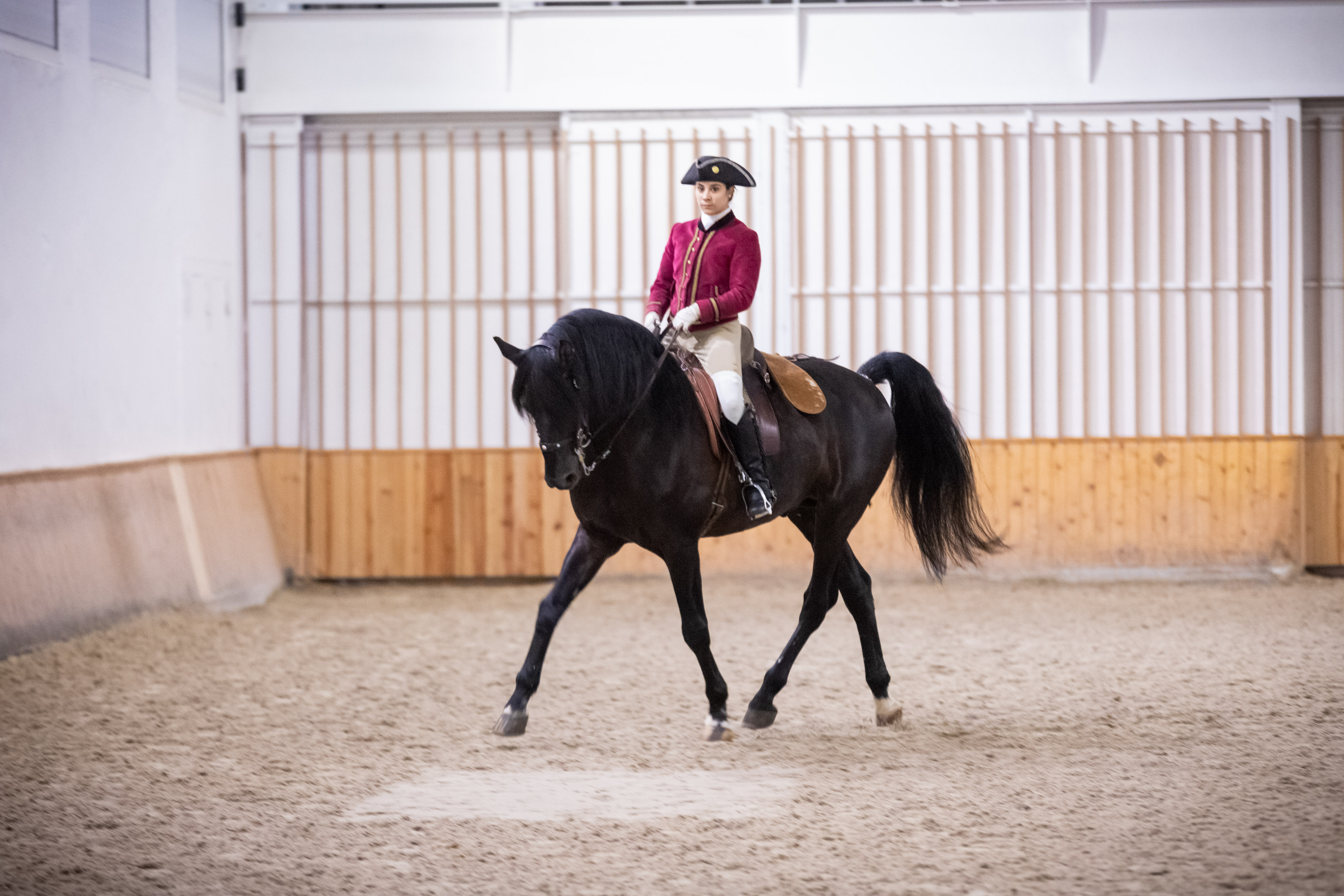
Lusitano
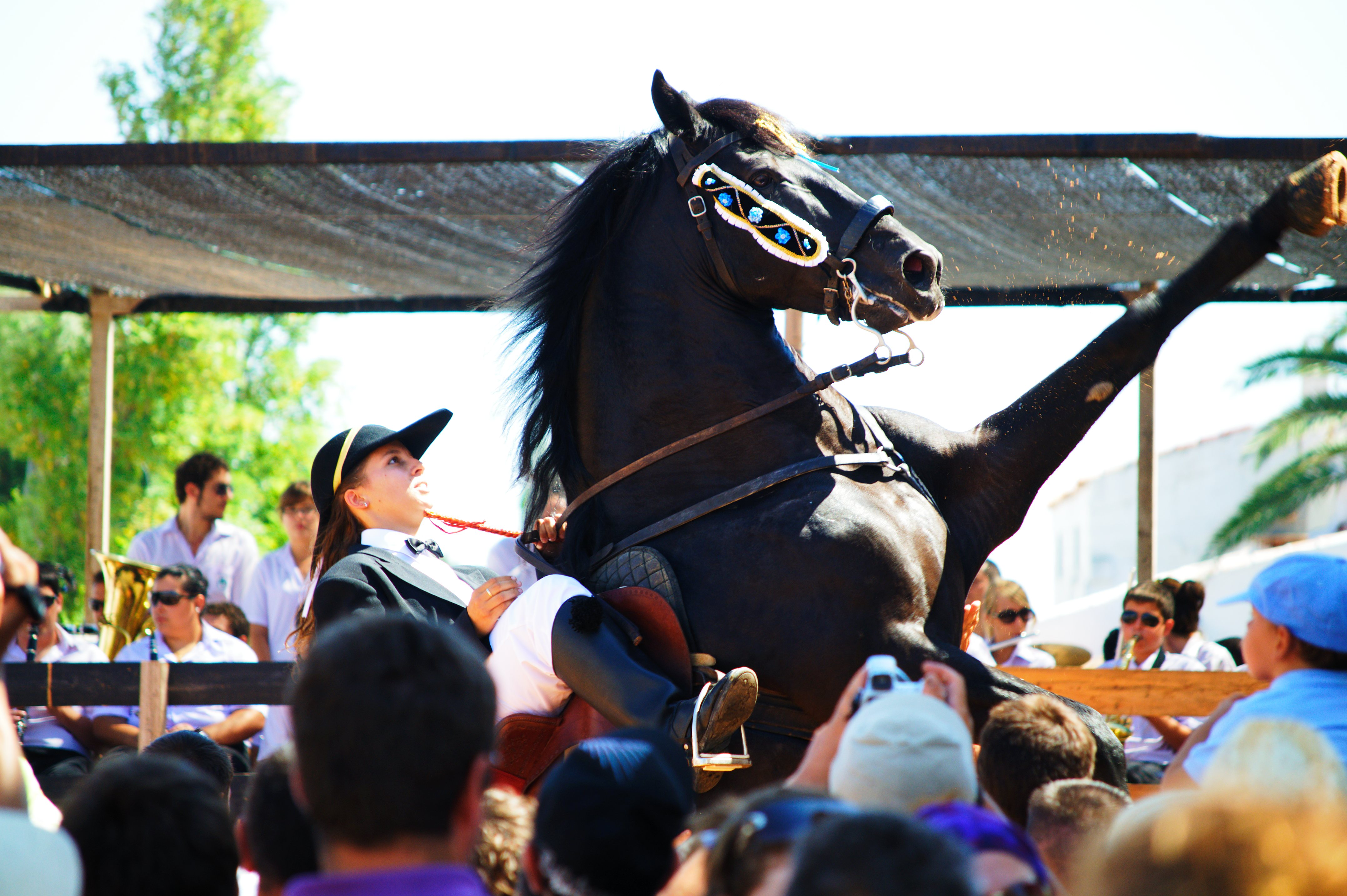
Menorquin
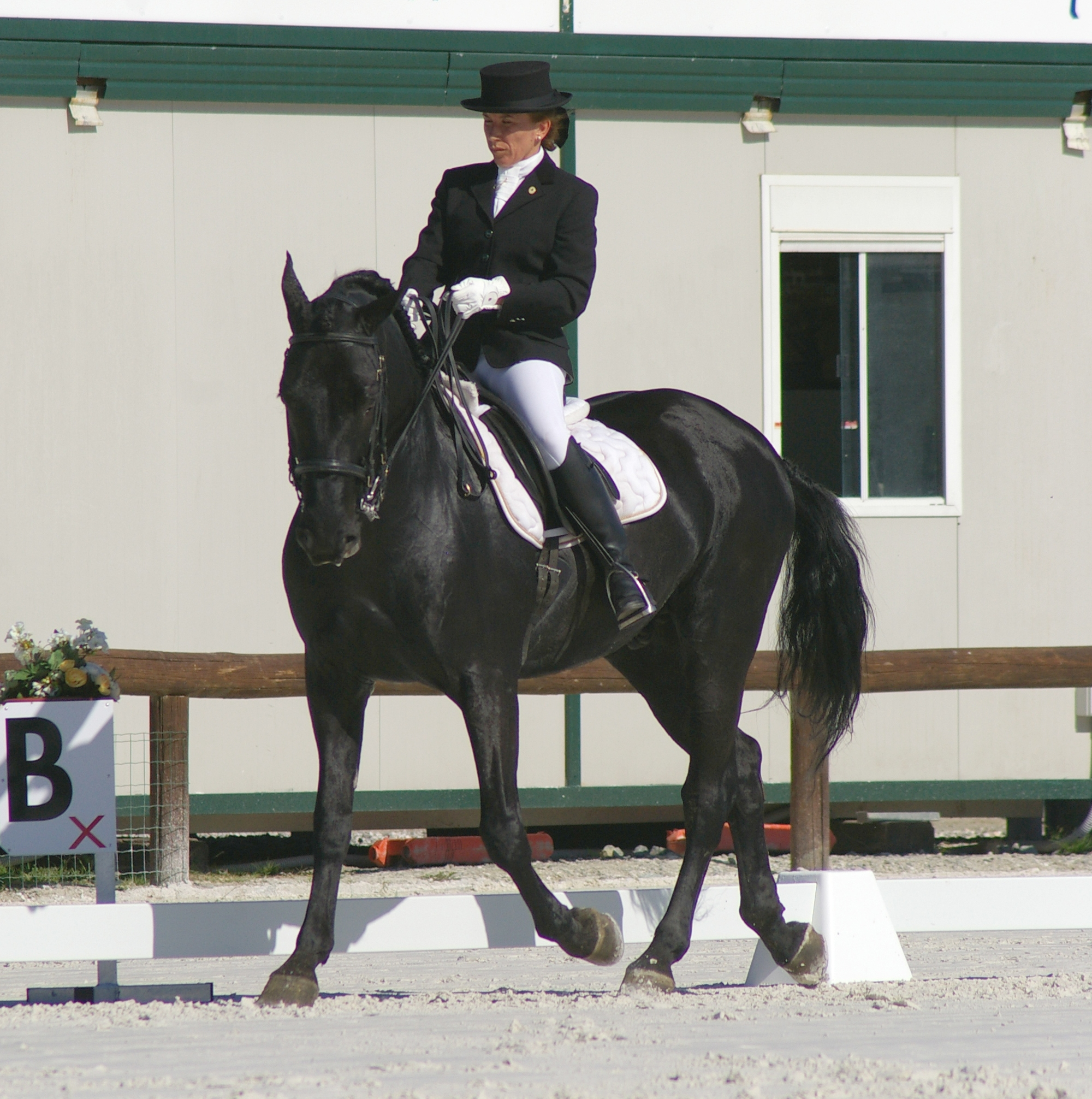
Murgese
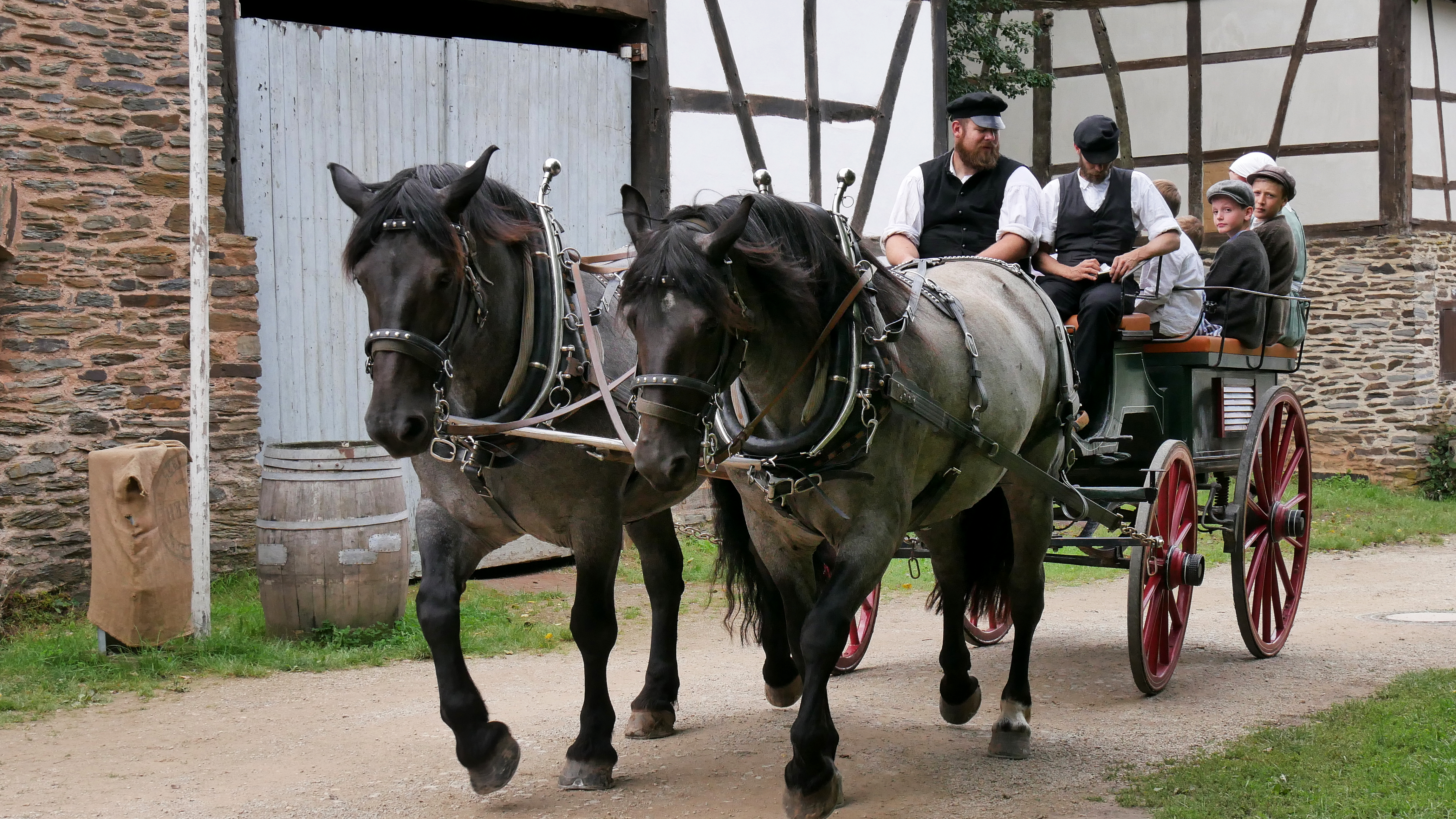
Noriker

- Barock pinto
- Cartujano
- Frederiksborger
- Fries

- Kladruber
- Knabstrupper
- Lipizzaner
- Lusitano
- Mangalarga marchador

- Menorquin
- Murgese
- Napolitaan
- Noriker
- Warlander
- Welsh pony

- Alter Real
- Kladruber
- Lipizzaner
- Lusitano
- Menorquin
- Murgese
- Noriker